# 아타리 고스케
아타리 고스케(中 孝介, 1980년 7월 13일~ )는 일본의 남성 가수이다. 가고시마현 아마미오시마 나제 시(현 아마미시) 출신이다. 류큐대학 법문학부 사회인류학과정을 졸업했으며, 에픽레코드 재팬 소속이다.

## 경력
1997년, 아마미 시마우타(奄美シマ唄)의 명인 츠보야마 유타카(坪山豊)에게 사사하여 시마우타를 배우기 시작하였다. 이듬해 1998년5월에 개최된 제19회 아마미 민요 대상에 처음 출전하여 노력상을 수상하였다. 2000년에는 같은 대회에서 신인상, 일본민요협회 아마미연합대회에서 종합우승을 수상했다.
그 후 인디음악계에서 4장의 시마우타 앨범과 1장의 팝 미니앨범을 내고서 그 가창력을 인정받아 류큐대학 졸업후인 2006년에 에픽레코드 재팬을 통해 싱글 "それぞれに"로 메이저로 데뷔하였다. 23군데 라디오방송국에서 파워플레이를 획득하였다. 같은 해 11월 중화권(중화인민공화국, 홍콩, 중화민국)에서 앨범을 먼저 공개하고 중화민국 차트에 처음 등장하여 1위를 획득하였다. 일본에서 실적이 없던 아티스트가 해외에서 데뷔하여 1위를 장식한 것은 극히 이례적인 일이었다. 그에 대한 높은 평가는 홍콩 연예계의 중진 유덕화가 아타리의 노래를 리메이크한 것 등을 통해 미뤄 짐작할 수 있겠다.
2007년, 아이폰 TV-CF의 이미지송으로 아직 발표되지 않았던 "夜明け前(새벽이 오기 전)"이 채용되었다. 4월에 발매한 모리야마 나오타로(森山直太朗), 오카치마치 가이토(御徒町凧) 콤비에게서 받은 노래, "花(꽃)"이 롱히트를 기록하고 뮤직스테이션에도 첫 출연하였다. 7월에는 "꽃"을 수록한 첫 앨범 "ユライ花(유라이바나)"를 발표하여 오리콘 7위로 첫 등장하였다. 남성 솔로 아티스트의 첫 앨범 첫 등장에서 탑10에 든 것은 일본인 아티스트로써는 모리야마 나오타로 이후 약 3년만의 기록이었다. 또한 아시아에서의 2번째 앨범이 된 아시아판 "花間道"는 타이완 차트에서 첫주에 5위를 기록하였다. 8월에는 중일 국교정상화 35주년을 기념한 '중일 문화 스포츠교류의 해'의 공식 테마곡으로, 과거 자신의 앨범으로 함께 공연했었던 중국인 여성가수 한설과의 듀엣 곡 "言葉はいらない(말은 필요없어)"를 회견 자리에서 처음으로 선보였다. 또한, 10월 시작되는 NHK의 토요드라마 "저지 ~섬 재판관 분전기~"(ジャッジ 〜島の裁判官奮戦記〜)의 주제가 가수로 발탁되어 신곡 "路の途中"의 기용이 결정되었다. 9월부터는 고향인 가고시마를 필두로 타이완 공연을 포함한 "전국 투어 '유라이바나'"를 개최한다. 11월에는 인기 애니메이션 "BLEACH"의 엔딩테마에 기용된 4번째 싱글 "種をまく日々"를 발표할 예정이다. 같은 싱글에 "路の途中" "言葉はいらない"의 수록도 결정됐다.